# Puchar Świata w skeletonie 2002/2003
Puchar Świata w skeletonie 2002/2003  – 17. edycja tej imprezy. Cykl rozpoczął się w Calgary 23 listopada 2002 roku, a zakończył się 1 lutego 2003 roku w Altenbergu.

## Wyniki
| Lp.                                    | Data              | Miejscowość  | Konkurencja | 1 miejsce        | 2 miejsce             | 3 miejsce           |
| -------------------------------------- | ----------------- | ------------ | ----------- | ---------------- | --------------------- | ------------------- |
| 1. PŚ                                  | 23 listopada 2002 | Calgary      | Mężczyźni   | Jeff Pain        | Duff Gibson           | Gregor Stähli       |
| 1. PŚ                                  | 23 listopada 2002 | Calgary      | Kobiety     | Lindsay Alcock   | Michelle Kelly        | Maya Pedersen-Bieri |
| 2. PŚ                                  | 30 listopada 2002 | Park City    | Mężczyźni   | Jeff Pain        | Martin Rettl          | Kazuhiro Koshi      |
| 2. PŚ                                  | 30 listopada 2002 | Park City    | Kobiety     | Tristan Gale     | Lindsay Alcock        | Michelle Kelly      |
| 3. PŚ                                  | 6 grudnia 2002    | Lake Placid  | Mężczyźni   | Chris Soule      | Kevin Ellis           | Brady Canfield      |
| 3. PŚ                                  | 6 grudnia 2002    | Lake Placid  | Kobiety     | Lindsay Alcock   | Michelle Kelly        | Deanna Panting      |
| 4. PŚ                                  | 17 stycznia 2003  | Igls         | Mężczyźni   | Gregor Stähli    | Chris Soule           | Martin Rettl        |
| 4. PŚ                                  | 17 stycznia 2003  | Igls         | Kobiety     | Lindsay Alcock   | Jekatierina Mironowa  | Michelle Kelly      |
| Mistrzostwa Europy 2003 – Sankt Moritz |                   |              |             |                  |                       |                     |
| 5. PŚ                                  | 24 stycznia 2003  | Sankt Moritz | Mężczyźni   | Chris Soule      | Jeff Pain             | Walter Stern        |
| 5. PŚ                                  | 24 stycznia 2003  | Sankt Moritz | Kobiety     | Michelle Kelly   | Mellisa Hollingsworth | Lindsay Alcock      |
| 6. PŚ                                  | 1 lutego 2003     | Altenberg    | Mężczyźni   | Philippe Cavoret | Walter Stern          | Kazuhiro Koshi      |
| 6. PŚ                                  | 1 lutego 2003     | Altenberg    | Kobiety     | Diana Sartor     | Michelle Kelly        | Maya Pedersen-Bieri |
| Mistrzostwa Świata 2003 – Nagano       |                   |              |             |                  |                       |                     |

### Klasyfikacje
| Lp. | Zawodnik        | Punkty |
| --- | --------------- | ------ |
| 1.  | Chris Soule     | 238    |
| 2.  | Jeff Pain       | 234    |
| 3.  | Kazuhiro Koshi  | 194    |
| 4.  | Martin Rettl    | 184    |
| 5.  | Gregor Stähli   | 167    |
| 6.  | Kristan Bromley | 166    |
| 7.  | Duff Gibson     | 161    |
| 8.  | Walter Stern    | 155    |
| 8.  | Kevin Ellis     | 155    |
| 10. | Paul Boehm      | 149    |

| Lp. | Zawodnik              | Punkty |
| --- | --------------------- | ------ |
| 1.  | Michelle Kelly        | 184    |
| 2.  | Lindsay Alcock        | 182    |
| 3.  | Tristan Gale          | 142    |
| 4.  | Maya Pedersen         | 137    |
| 5.  | Diana Sartor          | 136    |
| 6.  | Mellisa Hollingsworth | 120    |
| 7.  | Deanna Panting        | 100    |
| 8.  | Jekatierina Mironowa  | 96     |
| 9.  | Tanja Morel           | 86     |
| 9.  | Kathrine Koczynski    | 86     |